# Eleições legislativas portuguesas de 1979 no distrito de Évora
| Eleições legislativas portuguesas de 1979 Distritos: Aveiro \| Beja \| Braga \| Bragança \| Castelo Branco \| Coimbra \| Évora \| Faro \| Guarda \| Leiria \| Lisboa \| Portalegre \| Porto \| Santarém \| Setúbal \| Viana do Castelo \| Vila Real \| Viseu \| Açores \| Madeira \| Estrangeiro |

## Resultados por Concelho
Os resultados nos concelhos do Distrito de Évora foram os seguintes:

### Alandroal
| Partido                 | Partido                           | Votos | %               | +/-  |
| ----------------------- | --------------------------------- | ----- | --------------- | ---- |
|                         | Aliança Povo Unido                | 3 248 | 55,50 / 100,00  | 0,90 |
|                         | Aliança Democrática               | 1 314 | 22,45 / 100,00  | 8,89 |
|                         | Partido Socialista                | 834   | 14,25 / 100,00  | 8,93 |
|                         | União Democrática Popular         | 71    | 1,21 / 100,00   | 0,94 |
|                         | Partido Socialista Revolucionário | 66    | 1,13 / 100,00   | 0,92 |
|                         | Outros                            | 134   | 2,29 / 100,00   |      |
| Votos Inválidos         | Votos Inválidos                   | 185   | 3,16 / 100,00   | 0,75 |
| Total                   | Total                             | 5 852 | 100,00 / 100,00 |      |
| Eleitorado/Participação | Eleitorado/Participação           | 6 467 | 90,49 / 100,00  | 1,79 |

### Arraiolos
| Partido                 | Partido                   | Votos | %               | +/-   |
| ----------------------- | ------------------------- | ----- | --------------- | ----- |
|                         | Aliança Povo Unido        | 3 751 | 57,18 / 100,00  | 4,01  |
|                         | Aliança Democrática       | 1 521 | 23,19 / 100,00  | 8,64  |
|                         | Partido Socialista        | 857   | 13,06 / 100,00  | 11,61 |
|                         | União Democrática Popular | 84    | 1,28 / 100,00   | 0,29  |
|                         | Outros                    | 180   | 2,75 / 100,00   |       |
| Votos Inválidos         | Votos Inválidos           | 167   | 2,55 / 100,00   | 0,54  |
| Total                   | Total                     | 6 560 | 100,00 / 100,00 |       |
| Eleitorado/Participação | Eleitorado/Participação   | 7 101 | 92,38 / 100,00  | 1,06  |

### Borba
| Partido                 | Partido                           | Votos | %               | +/-   |
| ----------------------- | --------------------------------- | ----- | --------------- | ----- |
|                         | Aliança Povo Unido                | 2 968 | 49,86 / 100,00  | 13,40 |
|                         | Aliança Democrática               | 1 327 | 22,29 / 100,00  | 5,97  |
|                         | Partido Socialista                | 1 126 | 18,91 / 100,00  | 14,21 |
|                         | União Democrática Popular         | 151   | 2,54 / 100,00   | 4,89  |
|                         | Partido Socialista Revolucionário | 73    | 1,23 / 100,00   | 1,06  |
|                         | Outros                            | 142   | 2,38 / 100,00   |       |
| Votos Inválidos         | Votos Inválidos                   | 166   | 2,79 / 100,00   | 0,73  |
| Total                   | Total                             | 5 953 | 100,00 / 100,00 |       |
| Eleitorado/Participação | Eleitorado/Participação           | 6 428 | 92,61 / 100,00  | 1,95  |

### Estremoz
| Partido                 | Partido                      | Votos  | %               | +/-   |
| ----------------------- | ---------------------------- | ------ | --------------- | ----- |
|                         | Aliança Povo Unido           | 4 972  | 39,13 / 100,00  | 9,32  |
|                         | Aliança Democrática          | 4 294  | 33,80 / 100,00  | 9,88  |
|                         | Partido Socialista           | 2 262  | 17,80 / 100,00  | 18,34 |
|                         | União Democrática Popular    | 278    | 2,19 / 100,00   | 0,26  |
|                         | Partido da Democracia Cristã | 154    | 1,21 / 100,00   | -     |
|                         | PCTP/MRPP                    | 128    | 1,01 / 100,00   | 0,62  |
|                         | Outros                       | 202    | 1,59 / 100,00   |       |
| Votos Inválidos         | Votos Inválidos              | 415    | 3,26 / 100,00   | 0,87  |
| Total                   | Total                        | 12 705 | 100,00 / 100,00 |       |
| Eleitorado/Participação | Eleitorado/Participação      | 14 166 | 89,69 / 100,00  | 3,09  |

### Évora
| Partido                 | Partido                   | Votos  | %               | +/-   |
| ----------------------- | ------------------------- | ------ | --------------- | ----- |
|                         | Aliança Povo Unido        | 16 108 | 46,54 / 100,00  | 7,08  |
|                         | Aliança Democrática       | 10 285 | 29,72 / 100,00  | 9,36  |
|                         | Partido Socialista        | 5 862  | 16,94 / 100,00  | 14,78 |
|                         | União Democrática Popular | 591    | 1,71 / 100,00   | 1,29  |
|                         | Outros                    | 1 015  | 2,94 / 100,00   |       |
| Votos Inválidos         | Votos Inválidos           | 747    | 2,16 / 100,00   | 0,57  |
| Total                   | Total                     | 34 608 | 100,00 / 100,00 |       |
| Eleitorado/Participação | Eleitorado/Participação   | 38 336 | 90,28 / 100,00  | 2,62  |

### Montemor-o-Novo
| Partido                 | Partido                   | Votos  | %               | +/-   |
| ----------------------- | ------------------------- | ------ | --------------- | ----- |
|                         | Aliança Povo Unido        | 8 925  | 59,84 / 100,00  | 2,41  |
|                         | Aliança Democrática       | 3 127  | 20,96 / 100,00  | 8,74  |
|                         | Partido Socialista        | 2 035  | 13,64 / 100,00  | 10,12 |
|                         | União Democrática Popular | 200    | 1,34 / 100,00   | 0,88  |
|                         | Outros                    | 410    | 2,74 / 100,00   |       |
| Votos Inválidos         | Votos Inválidos           | 219    | 1,47 / 100,00   | 0,76  |
| Total                   | Total                     | 14 916 | 100,00 / 100,00 |       |
| Eleitorado/Participação | Eleitorado/Participação   | 15 853 | 94,09 / 100,00  | 2,91  |

### Mora
| Partido                 | Partido                   | Votos | %               | +/-   |
| ----------------------- | ------------------------- | ----- | --------------- | ----- |
|                         | Aliança Povo Unido        | 2 663 | 49,58 / 100,00  | 3,68  |
|                         | Aliança Democrática       | 1 726 | 32,14 / 100,00  | 14,66 |
|                         | Partido Socialista        | 627   | 11,67 / 100,00  | 16,28 |
|                         | União Democrática Popular | 80    | 1,49 / 100,00   | 0,97  |
|                         | Outros                    | 151   | 2,81 / 100,00   |       |
| Votos Inválidos         | Votos Inválidos           | 124   | 2,30 / 100,00   | 1,20  |
| Total                   | Total                     | 5 371 | 100,00 / 100,00 |       |
| Eleitorado/Participação | Eleitorado/Participação   | 5 866 | 91,56 / 100,00  | 0,40  |

### Mourão
| Partido                 | Partido                           | Votos | %               | +/-   |
| ----------------------- | --------------------------------- | ----- | --------------- | ----- |
|                         | Aliança Povo Unido                | 838   | 35,90 / 100,00  | 6,99  |
|                         | Aliança Democrática               | 660   | 28,28 / 100,00  | 5,69  |
|                         | Partido Socialista                | 579   | 24,81 / 100,00  | 13,21 |
|                         | União Democrática Popular         | 39    | 1,67 / 100,00   | 0,21  |
|                         | PCTP/MRPP                         | 36    | 1,54 / 100,00   | 0,98  |
|                         | Partido Socialista Revolucionário | 34    | 1,46 / 100,00   | 0,73  |
|                         | Partido da Democracia Cristã      | 24    | 1,03 / 100,00   | -     |
|                         | Outros                            | 13    | 0,56 / 100,00   |       |
| Votos Inválidos         | Votos Inválidos                   | 111   | 4,75 / 100,00   | 0,41  |
| Total                   | Total                             | 2 334 | 100,00 / 100,00 |       |
| Eleitorado/Participação | Eleitorado/Participação           | 2 700 | 86,44 / 100,00  | 0,78  |

### Portel
| Partido                 | Partido                           | Votos | %               | +/-   |
| ----------------------- | --------------------------------- | ----- | --------------- | ----- |
|                         | Aliança Povo Unido                | 3 393 | 58,31 / 100,00  | 4,54  |
|                         | Aliança Democrática               | 1 113 | 19,13 / 100,00  | 8,53  |
|                         | Partido Socialista                | 864   | 14,85 / 100,00  | 12,94 |
|                         | União Democrática Popular         | 73    | 1,25 / 100,00   | 0,51  |
|                         | Partido Socialista Revolucionário | 67    | 1,15 / 100,00   | 0,76  |
|                         | PCTP/MRPP                         | 60    | 1,03 / 100,00   | 0,83  |
|                         | Outros                            | 71    | 1,22 / 100,00   |       |
| Votos Inválidos         | Votos Inválidos                   | 178   | 3,05 / 100,00   | 0,68  |
| Total                   | Total                             | 5 819 | 100,00 / 100,00 |       |
| Eleitorado/Participação | Eleitorado/Participação           | 6 455 | 90,15 / 100,00  | 0,78  |

### Redondo
| Partido                 | Partido                           | Votos | %               | +/-   |
| ----------------------- | --------------------------------- | ----- | --------------- | ----- |
|                         | Aliança Povo Unido                | 2 687 | 46,58 / 100,00  | 3,66  |
|                         | Aliança Democrática               | 1 532 | 26,56 / 100,00  | 7,92  |
|                         | Partido Socialista                | 971   | 16,83 / 100,00  | 10,77 |
|                         | União Democrática Popular         | 122   | 2,12 / 100,00   | 0,65  |
|                         | Partido Socialista Revolucionário | 70    | 1,21 / 100,00   | 0,89  |
|                         | Partido da Democracia Cristã      | 69    | 1,20 / 100,00   | -     |
|                         | PCTP/MRPP                         | 64    | 1,11 / 100,00   | 0,92  |
|                         | UEDS                              | 62    | 1,07 / 100,00   | Novo  |
| Votos Inválidos         | Votos Inválidos                   | 191   | 3,31 / 100,00   | 1,16  |
| Total                   | Total                             | 5 768 | 100,00 / 100,00 |       |
| Eleitorado/Participação | Eleitorado/Participação           | 6 594 | 87,47 / 100,00  | 0,79  |

### Reguengos de Monsaraz
| Partido                 | Partido                   | Votos | %               | +/-  |
| ----------------------- | ------------------------- | ----- | --------------- | ---- |
|                         | Aliança Povo Unido        | 3 068 | 38,16 / 100,00  | 4,80 |
|                         | Aliança Democrática       | 2 218 | 27,59 / 100,00  | 5,80 |
|                         | Partido Socialista        | 2 147 | 26,70 / 100,00  | 8,79 |
|                         | União Democrática Popular | 89    | 1,11 / 100,00   | 0,60 |
|                         | PCTP/MRPP                 | 84    | 1,04 / 100,00   | 0,70 |
|                         | Outros                    | 202   | 2,51 / 100,00   |      |
| Votos Inválidos         | Votos Inválidos           | 232   | 2,89 / 100,00   | 1,87 |
| Total                   | Total                     | 8 040 | 100,00 / 100,00 |      |
| Eleitorado/Participação | Eleitorado/Participação   | 9 054 | 88,80 / 100,00  | 0,17 |

### Vendas Novas
| Partido                 | Partido                   | Votos | %               | +/-   |
| ----------------------- | ------------------------- | ----- | --------------- | ----- |
|                         | Aliança Povo Unido        | 3 680 | 47,64 / 100,00  | 0,72  |
|                         | Aliança Democrática       | 2 184 | 28,27 / 100,00  | 13,35 |
|                         | Partido Socialista        | 1 360 | 17,61 / 100,00  | 14,04 |
|                         | União Democrática Popular | 126   | 1,63 / 100,00   | 0,11  |
|                         | Outros                    | 210   | 2,72 / 100,00   |       |
| Votos Inválidos         | Votos Inválidos           | 165   | 2,13 / 100,00   | 0,77  |
| Total                   | Total                     | 7 725 | 100,00 / 100,00 |       |
| Eleitorado/Participação | Eleitorado/Participação   | 8 455 | 91,37 / 100,00  | 5,78  |

### Viana do Alentejo
| Partido                 | Partido                           | Votos | %               | +/-   |
| ----------------------- | --------------------------------- | ----- | --------------- | ----- |
|                         | Aliança Povo Unido                | 2 461 | 55,57 / 100,00  | 7,50  |
|                         | Aliança Democrática               | 898   | 20,28 / 100,00  | 4,89  |
|                         | Partido Socialista                | 653   | 14,74 / 100,00  | 11,16 |
|                         | União Democrática Popular         | 84    | 1,90 / 100,00   | 1,37  |
|                         | PCTP/MRPP                         | 58    | 1,31 / 100,00   | 1,05  |
|                         | Partido Socialista Revolucionário | 50    | 1,13 / 100,00   | 0,71  |
|                         | Outros                            | 81    | 1,83 / 100,00   |       |
| Votos Inválidos         | Votos Inválidos                   | 144   | 3,25 / 100,00   | 0,51  |
| Total                   | Total                             | 4 429 | 100,00 / 100,00 |       |
| Eleitorado/Participação | Eleitorado/Participação           | 4 904 | 90,31 / 100,00  | 2,79  |

### Vila Viçosa
| Partido                 | Partido                   | Votos | %               | +/-   |
| ----------------------- | ------------------------- | ----- | --------------- | ----- |
|                         | Aliança Povo Unido        | 2 671 | 46,15 / 100,00  | 8,87  |
|                         | Aliança Democrática       | 1 627 | 28,11 / 100,00  | 9,32  |
|                         | Partido Socialista        | 1 041 | 17,99 / 100,00  | 16,95 |
|                         | União Democrática Popular | 88    | 1,52 / 100,00   | 0,10  |
|                         | PCTP/MRPP                 | 73    | 1,26 / 100,00   | 0,07  |
|                         | Outros                    | 90    | 1,56 / 100,00   |       |
| Votos Inválidos         | Votos Inválidos           | 138   | 2,39 / 100,00   | 1,16  |
| Total                   | Total                     | 5 788 | 100,00 / 100,00 |       |
| Eleitorado/Participação | Eleitorado/Participação   | 6 486 | 89,24 / 100,00  | 2,11  |